# 臺北州立種馬育成所
24°38′33″N 121°35′01″E / 24.642468°N 121.583522°E臺北州立種馬育成所是台灣日治時期的幼齡種馬培育機關，於1938年成立於三星庄，附屬於臺北州內務部勸業課。

## 介紹
在日俄戰爭後，日本為了培養軍用馬匹，在1906年至1935年即進行了為期三十年的「馬政計畫」，設置種馬牧場、種馬所和種馬育成所等機關以改良馬匹品種。有了成功的馬匹改良經驗，台灣在後來亦實行了「臺灣馬政計畫」，以培養具耐熱性與持久力的馬匹。其可分為第一期（1936年至1945年）和第二期（1945年至1965年）；第一期目標繁殖9,000頭，第二期則是11,000頭。臺北州立種馬育成所即在此背景下，於1938年7月22日成立，地點位於臺北州羅東郡三星庄九芎湖牛鬪10番地。其負責種馬的養殖改良、幼馬育成調教和飼料作物栽培試作等事務。另外，臺灣總督府殖產局於1937年在花蓮港廳吉野庄設有「種馬所」（今 農委會畜產試驗所花蓮繁殖場）；於1940年在臺南州新化街設有「種馬牧場」（今 農委會畜產試驗所）。臺灣初期的馬政計畫中，所繁殖的馬匹數量皆有超過所預定的目標，但後期由於太平洋戰爭爆發，導致1942年至終戰前的馬匹養成數量驟減。